# Elektronový transportní řetězec

Elektronový transportní řetězec v mitochondriích - dýchací řetězec

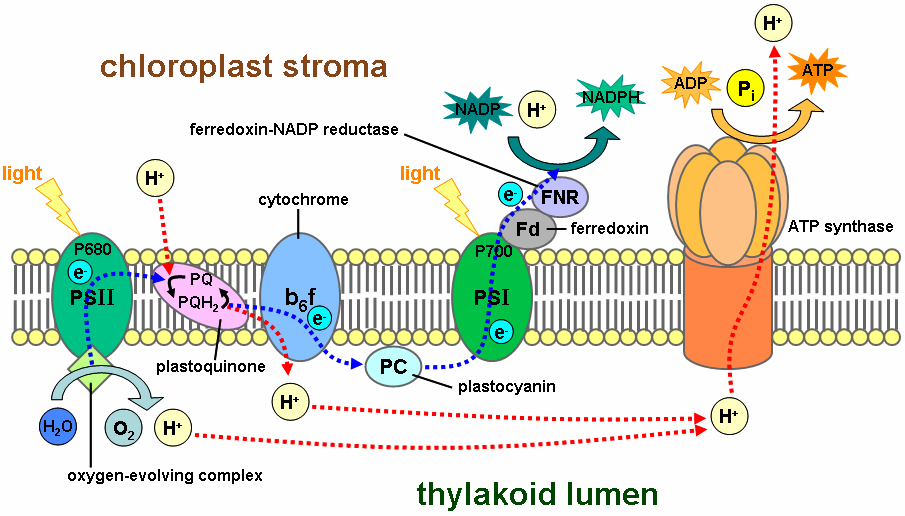
Fotosyntetický elektronový transportní řetězec

Elektronový transportní řetězec je kaskáda molekul, skrz něž jsou přenášeny elektrony za postupného poklesu jejich energie. Tento pokles energie může být následně spřažen s celou řadou významných biochemických procesů – elektronové transportní řetězce v mitochondriích a v thylakoidech chloroplastů jsou využívány k tvorbě protonového gradientu napříč membránou, což následně umožňuje syntézu ATP.

## Evoluce
Prabuňky se zřejmě dokázaly obejít bez elektronových transportních řetězců a veškeré své energetické požadavky pokrývaly např. kvašením jednoduchých organických látek. Díky tomu si mohly vytvářet dostatek ATP i redukčních činidel typu NADH. Byly vytvořeny hypotézy týkající se vzniku elektronového transportního řetězce. V prostředí kvašení například mohla vznikat celá řada kyselých zplodin - těchto látek se musely buňky zbavit a vznikly proto protonové pumpy vynášející kyselé částice H+ z buňky. Nejprve na tuto činnost bylo potřeba hydrolyzovat ATP a celý proces byl tedy poměrně energeticky náročný. Buňky si tedy vyvinuly mechanismy, jak pohánět pumpování protonů jinak – a to přenosem elektronů mezi dvěma molekulami s rozdílnými redoxními potenciály. Bakterie využívající takových jednoduchých elektronových transportních řetězců jsou známy i z dnešní doby (některé například přenáší elektrony z mravenčí kyseliny na fumarát).
Časem vznikly tak účinné systémy, že umožňovaly nejen se zbavit nadbytečných protonů, ale dokonce vytvářely velmi silný gradient protonů napříč membránou díky jejich aktivnímu pumpování ven. Tento gradient umožnil syntézu ATP tak, jak je známa z dýchacího řetězce. Dalším milníkem byl vznik fotosyntetického elektronového transportního řetězce, kde vysokoenergetické elektrony vznikají pohlcováním světla a vytvářený gradient protonů je opět využíván k syntéze ATP. Oba dva tyto základní elektronové transportní řetězce, známé u eukaryot, mají přitom celou řadu společných rysů, jež naznačují jejich paralelní vývoj.